# Olivia Fuchs
Olivia Fuchs (geboren in London) ist eine britisch-deutsche Opernregisseurin.

## Leben, Werk
Olivia Fuchs ist Doppelstaatsbürgerin – des Vereinigten Königreichs und der Bundesrepublik Deutschland. Sie wuchs in Westdeutschland auf und studierte dann am Westfield College der University of London und an der Berkley University in Kalifornien. Sie absolvierte auch einen Postgraduate Acting course am Drama Studio in London.
Bislang hat die Regisseurin vor allem an der Opera Holland Park in London, am Theater Magdeburg und an der Den Jyske Opera in Aarhus gearbeitet. In Aarhus inszenierte sie drei Verdi-Opern: Rigoletto, La traviata und Il trovatore. Zu wichtigen Arbeiten zählten Der Rosenkavalier an der Welsh National Opera, Le nozze di Figaro an der English National Opera in London und Brittens A Midsummer Night’s Dream am Royal Opera House in London. Antonín Dvořák Rusalka brachte sie an der Opera Australia und an der Opera North in Leeds heraus. Sie wurde vom Teatro Colón in Buenos Aires eingeladen, Debussys  Pelléas et Mélisande zu inszenieren. Die Scottish Opera verpflichtete sie für eine Oper über Inês de Castro, eine galizische Adlige, Geliebte und heimliche Ehefrau von König Pedro I. von Portugal. In Oviedo führte sie Regie bei Madama Butterfly und Die Zauberflöte, in Oldenburg bei Dead Man Walking, in Garsington bei The Rake’s Progress und Hänsel und Gretel, in Longborough bei Das schlaue Füchslein und am Theater Magdeburg bei Der Rosenkavalier, Otello und Madama Butterfly. Am 13. Februar 2022 inszenierte sie ebendort die Uraufführung der Oper Grete Minde des Berliner Komponist Eugen Engel (1875–1943). An der Opera Holland Park brachte sie Káťa Kabanová, Jenůfa, Iolanta, Fidelio, Iris, Macbeth und Lucia di Lammermoor heraus, sieben Opern, in denen Frauenschicksale im Mittelpunkt stehen.
Im Herbst 2022 wurde ihre Neuinterpretation von Janáčeks Věc Makropulos an der Welsh National Opera gezeigt. Diese Produktion wurde später auch auf Tournee in Großbritannien und in Brünn beim Janáček-Festival aufgeführt, mit Ángeles Blancas Gulín in der Titelrolle. Im Juli 2023 präsentierte die Longborough Festival Opera ihre neue Inszenierung von Monteverdis L'Orfeo mit Peter Gijsbertsen in der Titelrolle. Ihre Neuinszenierungen von Verdis Falstaff mit Henry Waddington in der Titelrolle hatte im Oktober an der Opera North Premiere. Die Premiere ihrer Inszenierung der Oper Death in Venice von Benjamin Britten ist für März 2024 an der Welsh National Opera, Cardiff, geplant.

## Auszeichnungen

### Erhalten
- 2007 Green Room Award for Best Opera Production (für die Opera Australia) und für Best Direction in Opera (an Olivia Fuchs)[7]

### Nominiert
- 2007 Helpmann Award for Best Direction of an Opera, Nominierung für Rusalka an der Sydney Opera House
- 2021 International Opera Awards 2021, Nominierung für Iolanta an der Opera Holland Park